# Clásica Cancún
La Clásica Cancún fue una carrera ciclista de exhibición (no oficial) disputada en Cancún (México), desde el año 2009.
En su primera edición en principio formaba parte de categoría 1.2 del UCI America Tour, pese a que se disputa con formato de criterium, aunque posteriormente se aclaró que no era así no formando parte de ningún calendario Unión Ciclista Internacional no siendo así una carrera profesional oficial.
Se disputa sobre una prueba en ruta de pocos kilómetros, una contrarreloj por equipos mixtos y una contrarreloj individual.
El primer ganador fue el español Alberto Contador.

## Palmarés
| Año  | Ganador           | Segundo            | Tercero       |
| ---- | ----------------- | ------------------ | ------------- |
| 2009 | Alberto Contador  | Alejandro Valverde | Óscar Freire  |
| 2010 | Francisco Mancebo |                    |               |
| 2012 | Manuel Ayala      | Gabriel Hernández  | Jesús Aguirre |

## Palmarés por países
| País   | Victorias |
| ------ | --------- |
| España | 2         |
| México | 1         |